# Собор Сент-Этьен

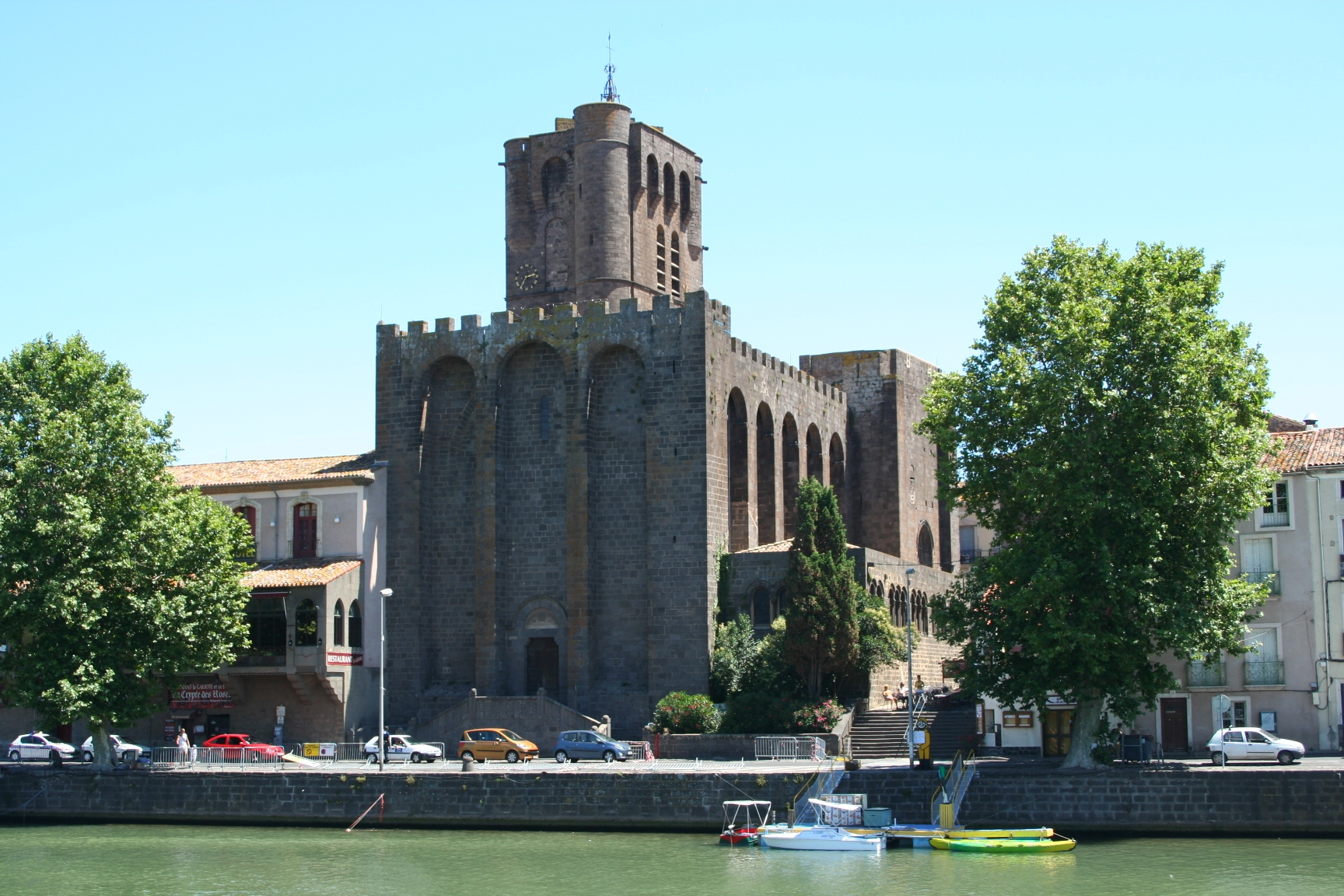
Собор Сент-Этьен (Агд, Франция).

Собор Сент-Этьен (фр. Cathédrale Saint-Étienne d'Agde) — бывший кафедральный собор, находящийся в городе Агд, Франция. Церковь названа в честь святого Первомученика Стефана.

## История
Церковь Сент-Этьен, построенная в XII веке, заменила собой каролингскую церковь IX века, в свою очередь сооружённую на фундаменте римского храма Дианы, построенного в V веке.
Собор значительно пострадал во время Французской революции (1793). Церковь была кафедрой епископа епархии Агд, которая в 1801 году была присоединена к епархии Монпелье. При строительстве церкви использовался чёрный базальт, добывавшийся в близлежащих вулканических карьерах Мон-Сен-Лу.